# Tityus macrochirus
Tityus macrochirus es una especie de escorpión de la familia Buthidae, endémico del departamento de Cundinamarca, Colombia.

## Descripción
Los machos alcanzan entre 48 y 69 mmde longitud y las hembras entre 49 y 64 mm. El cuerpo es de color castaño rojizo a cobrizo, con un patrón oscuro difuso en todo el cuerpo y los apéndices; patas amarillo cobrizo a pardusco.

## Veneno
El veneno de T. macrochirus redujo la viabilidad de las cinco líneas celulares provenientes de tumores.